# 興慶太后
興慶太后（越南语：／，14世纪—1409年），姓名不详，越南陳朝第九代君主陈艺宗的妾室，简定帝的母亲。
明朝灭亡越南胡朝之后，在民间的陈艺宗次子简定王陳頠，反抗明朝，建立后陈朝，永乐五年十月初二（1407年11月1日）即皇帝位，改年号为兴庆。后陈朝内部不和，兴庆三年（1409年）二月，邓容、阮景异拥立简定帝的侄子陈季扩为重光帝，三月，重光帝趁简定帝与明军相持之际发动袭击。简定帝不敌，被重光帝太傅阮帥所俘。四月初七日，興慶太后與行遣黎嶻、黎元鼎潜起兵於渴江，计划襲击重光帝。乂安人阮棹泄密，重光帝誅杀黎嶻、黎元鼎等，興慶太后和其餘参与者被赦免。四月二十日，阮帥等将简定帝带到乂安三制江，重光帝改立简定帝为太上皇。六月，興慶太后崩。